# Rosalind Plowright
Pour les articles homonymes, voir Plowright.
Rosalind Anne Plowright, née le 21 mai 1949, est une chanteuse d'opéra anglaise qui a été soprano pendant la majeure partie de sa carrière, mais qui est mezzo-soprano depuis 1999.

## Biographie
Rosalind Plowright est née à Worksop et a étudié au Royal Northern College of Music de Manchester et au London Opera Centre (en).

### Début de carrière
Plowright fait ses débuts professionnels dans le cadre du Glyndebourne en tournée en interprétant le rôle d'Agathe dans Der Freischütz en 1975. Elle interprète Donna Elvira dans Don Giovanni et la Comtesse dans Les Noces de Figaro avec le Glyndebourne en tournée en 1976 et en 1977. En 1975, elle collabore aussi avec l'Opéra national du pays de Galles et le Kent Opera (en) avant de débuter à l'English National Opera (ENO) dans le rôle du page d'Hérodias dans Salomé en 1976. Elle obtient de bonnes critiques en 1979 pour son interprétation de Fennimore dans Fennimore et Gerda de Delius au Camden Festival (en) de Londres. Elle se produit ensuite avec l'ENO dans les rôles de Miss Jessel dans Le Tour d'écrou, de Desdemona dans Otello, d'Élizabeth Ire dans Maria Stuarda de Donizetti, de Hélène dans Les Vêpres siciliennes de Verdi, d'Élisabeth de Valois dans Don Carlos et de Tosca. Son enregistrement d'Élizabeth Ire dans Maria Stuarda de Donizetti, avec Janet Baker dans le rôle de Marie 1re d'Écosse, a étendu sa renommée.

### Carrière internationale
En 1980, Plowright chante Manon Lescaut au Festival Puccini (en), Aïda et Ariadne à Francfort, Ariadne à Berne et Ortlinde au Royal Opera House. Elle fait ses débuts américains en Medora dans la première américaine d'Il corsaro de Verdi à San Diego. Elle débute à La Scala dans Suor Angelica en 1983.
Elle a collaboré avec les grandes sociétés et maisons d'opéra du monde, dont Covent Garden (dans le rôle d'Ortlinde en 1980), celles de Hambourg (à partir de 1982), de Madrid (à partir de la même année) et de Vérone (à partir de 1985), l'Opéra de Paris et ceux de Milan (à partir de 1987), de Munich et de Berlin (en 1996), l'opéra d'État de Viienne (à partir de 1990), celui de Rome, le San Francisco Opera et le Teatro Colón de Buenos Aires,.
Avec José Carreras, Plowright a chanté Andrea Chénier à Covent Garden et enregistré La forza del destino pour Deutsche Grammophon. Avec Plácido Domingo, elle a joué dans Il trovatore et La Walkyrie à Covent Garden. Avec Luciano Pavarotti, elle a chanté Aïda à Covent Garden et à un concert gala à l'arène de Vérone. Elle a interprété le rôle-titre de Médée de Cherubini au Festival de Buxton, à Lyon, à Lausanne, au Royal Opera House, à Covent Garden et à Athènes. Elle a aussi joué dans Norma à Montpelier, à Pittsburgh (1985), à Lyon, à Santiago et à Paris (1987), ainsi qu'à Oviedo et à Bonn (1988).
Comme actrice, Plowright a joué Grace Vosper dans la série The House of Eliott (en) de la BBC et le rôle d'Hermione Harefield dans l'adaptation du roman The Man Who Made Husbands Jealous de Jilly Cooper (en) par Anglia Television (en). Elle a aussi joué dans la comédie musicale Two's a Crowd.
En 1999, Plowright fait ses débuts de mezzo-soprano en interprétant le rôle d'Amneris dans Aïda pour le Scottish Opera. En 2002 et en 2003, elle collabore avec l'Opera Holland Park (en) à la représentation de deux opéras de Cilea : Adriana Lecouvreur et L'Arlesiana. En 2003, elle fait ses débuts au Metropolitan Opera dans le rôle de Kostelnicka dans Jenufa. La même année, elle retourne au Royal Opera House, à Covent Garden, pour interpréter la mendiante dans Sweeney Todd de Sondheim. En 2004, elle interprète le rôle de la mère pour la première fois dans Il prigioniero au Maggio musicale fiorentino.
En 2004-2005, Plowright interprète Fricka dans L'Or du Rhin et La Walkyrie dans la nouvelle production du Ring de Wagner présentée au Royal Opera House.
Pendant la saison 2007-2008, Plowright retourne à Covent Garden pour réinterpréter Fricka et interprète Gertrude dans Hänsel et Gretel au Metropolitan Opera et la mère d'Il prigioniero à l'Opéra de Paris.
Pendant la saison 2010-2011, Plowright ajoute à son répertoire les rôles de Mme de Croissy dans Dialogues des Carmélites et ceux de la comtesse de Coigny et de Madelon dans Andrea Chénier à Stuttgart et au Festival de Bregenz, et pendant la saison suivante, celui de la mère de Mila dans Le Destin de Janáček à Stuttgart et celui d'Hérodias dans Salomé à Covent Garden.

## Distinctions
Rosalind Plowright se voit décerner le titre d'OBE en 2007 pour les services qu'elle a rendus à la musique.
Elle gagne le premier prix au septième Concours international de chant de Sofia et un prix de la SWET (Society of West End Theatre), prix qui porte maintenant le nom de prix Laurence Olivier ou prix Olivier, en 1979. Elle obtient le Prix Fondation Fanny Heldy pour son interprétation de Leonora dans l'enregistrement de 1984 d'Il trovatore de Verdi avec Domingo, Brigitte Fassbaender, Giorgio Zancanaro, Yevgeny Nesterenko et le Chœur et l'Orchestre de l'Académie nationale Sainte-Cécile sous la direction de Carlo Maria Giulini (Deutsche Grammophon 423-858-2). Nommée en 1984 pour un second Olivier, celui de la meilleure prestation de l'année dans une nouvelle production d'opéra, elle le perd aux mains de Philip Langridge. En 2007, elle obtient un Grammy pour son interprétation de Gertrude dans l'enregistrement de Hänsel et Gretel sous le label Chandos.

## Autres enregistrements sonores
Rosalind Plowright a aussi participé aux enregistrements de Maria Stuarda, d'Otello, d'Aïda et de Hänsel et Gretel pour la série Opera in English de Chandos Records, à celui d'Elias pour Chandos, de La Vestale pour Orfeo, des Contes d'Hoffman pour EMI Classics et d'Il trovatore, de La forza del destino, de Mefistofele et de la Symphonie nº 2 de Mahler pour Deutsche Grammophon.

## Vidéos
Rosalind interprète Suor Angelica dans Suor Angelica du Triptyque de La Scala de Milan, Leonora dans l'Il trovatore de l'Arène de Vérone, 
Gertrude dans le Hänsel et Gretel du Metropolitan Opera, la Comtesse de Coigny et Madelon dans l'Andrea Chénier du Festival de Bregenz. En 2009, elle est soliste dans l'interprétation de Not the Messiah (He's a Very Naughty Boy) (en) au Royal Albert Hall.